# تپه گورستان مشکین تپه
تپه قبرستان مشکین تپه مربوط به دوران‌های تاریخی پس از اسلام است و در شهرستان بوئین‌زهرا، بخش مرکزی، روستای مشکین تپه واقع شده و این اثر در تاریخ ۲ آبان ۱۳۸۲ با شمارهٔ ثبت ۱۰۵۵۶ به‌عنوان یکی از آثار ملی ایران به ثبت رسیده است.